# 湄江街道
湄江街道，是中华人民共和国贵州省遵义市湄潭县下辖的一个街道办事处。
2012年，贵州省人民政府批复同意撤销湄江镇，设立湄江街道、茶城街道；将湄江镇鸡场村划归新设的桃花江街道。
2015年12月8日，贵州省人民政府批复同意湄潭县部分行政区划调整，新设置的湄江街道辖原湄江街道、茶城街道和原桃花江街道鸡场村地域，街道办事处驻环西社区。

## 行政区划
湄江街道下辖以下地区：
中西社区、环西社区、茶城社区、迎湄社区、七星社区、回龙村、龙泉村、湄江村、观音村、核桃坝村、金花村、新街村、东南村、鸡场河村、兰江村和大山村。